# ピースプロモーション
ピースプロモーション（PEACE PROMOTION）は、日本の総合モデルプロダクション。ピースグループ（PEACE group）系列の中核部門である。

## 概要
モデルプロダクションのピースグループは所属モデルの条件に合わせて、ピースプロモーション（新人・若手中心）、シリアルプロモーション（企画単体系中心）、十二単プロモーション（熟女系中心）の3つの系列を展開していた。芸能系タレントやファッションモデルを中心に、AV女優やヌードモデルも幅広く手掛けていた。
第二プロダクション協会（SPA）に所属していたが、AV人権倫理機構での審議、SPAの指導の結果、2020年5月22日付で除名処分となる。処分に伴い適正AV業界の枠外事業者となった。公式サイトによると2022年4月現在、所属モデルのいない状態となっている。

## 所属モデル

### シリアルプロモーション
- 石原莉奈

## 過去に所属したモデル
- かわい果南
- 菅野亜梨沙
- 相田まい
- 加藤あつみ
- 森野ひな
- 花川ひらり（南沙也香、有沢りさ）
- 森本璃々
- 御剣メイ
- 星野梨緒
- 有沢実紗（滝川恵理）
- 魚住里奈
- 綾野みゆき
- 進藤みく
- 橘美穂
- 相楽音依
- 立花樹里亜
- 桜リエ
- 檸檬.
- 柚原綾（神尾舞）
- 原更紗（夏目彩春）
- 早坂あずき
- 吉永瞳（松岡理穂、佐藤美久）
- 小林初花
- 篠原さゆり
- 白川まお（成海夏季）
- 高梨あゆみ
- 水原薫子（佐伯かのん、篠田涼花）
- 近藤郁美
- 水野つかさ
- 村上里沙（竹内紗里奈、竹内ゆきの）
- 宮地由梨香
- 相馬あすか
- 森下なお（愛音ミク）
- 吉川萌
- 葉山梨々花
- 桃野なごみ